# HC Bern
HC Bern (celým názvem: Hockey-Club Bern) byl švýcarský klub ledního hokeje, který sídlil ve městě Bern ve stejnojmenném kantonu. Založen byl v roce 1915. Švýcarským mistrem se stal celkem třikrát, poslední titul získal Bern v sezóně 1917/18. Poslední účast v nejvyšší soutěži je datováno k sezóně 1918/19. Zanikl v roce 1920.
Ve švýcarské nejvyšší soutěži působilo HCB celkem čtyři sezóny.

## Získané trofeje
- Championnat / National League A ( 3× )
  - 1915/16, 1916/17, 1917/18

## Přehled ligové účasti
Zdroj: 
- 1915–1919: Championnat National (1. ligová úroveň ve Švýcarsku)